# Хорње Пршани
Хорње Пршани (слч. Horné Pršany) насељено је мјесто са административним статусом сеоске општине (слч. obec) у округу Банска Бистрица, у Банскобистричком крају, Словачка Република.

## Становништво
| Година:    | 1994. | 2004.   | 2014.   | 2024.   |
| ---------- | ----- | ------- | ------- | ------- |
| Број људи: | 346   | 375     | 383     | 386     |
| Разлика:   |       | +8,38 % | +2,13 % | +0,78 % |

| Година:    | 2023. | 2024.   |
| ---------- | ----- | ------- |
| Број људи: | 384   | 386     |
| Разлика:   |       | +0,52 % |

Према подацима о броју становника из 2011. године насеље је имало 371 становника.